# Marco Rodríguez (acteur)
Marco Rodríguez (Los Angeles, 10 juli 1953) is een Amerikaans acteur.

## Biografie
Rodríguez studeerde af met een bachelor of arts in theaterwetenschap aan de University of Southern California in Los Angeles.

## Filmografie

### Films
Selectie:
- 2019 Once Upon a Time in Hollywood - als barkeeper bij Lancer
- 2019 Velvet Buzzsaw - als Ray Ruskinspear
- 2014 Nightcrawler - als eigenaar sloopbedrijf
- 2010 Due Date – als federale agent
- 2009 Fast & Furious – als Mexicaanse priester
- 2008 Hamlet 2 – als mr. Marquez
- 2004 Million Dollar Baby – als tweede bij gevecht in Las Vegas
- 2003 House of Sand and Fog – als Mendez
- 1994 The Crow – als Torres
- 1990 Internal Affairs – als Demetrio
- 1986 Cobra – als moordenaar in supermarkt

### Televisieseries
Selectie:
- 2024 Presumed Innocent - als Brian Ratzer - 4 afl.
- 2022 The Terminal List - als Marco Del Toro - 2 afl.
- 2018 MacGyver - als Luis Gomez - 2 afl.
- 2017 Inhumans - als Kitang - 3 afl.
- 2010 Eastbound & Down – als Roger Hernandez – 6 afl.
- 2006 General Hospital – als Miguel Escobar – 2 afl.
- 2003 JAG – als Raul Garcia – 2 afl.
- 1982-1985 Hill Street Blues – als Rico – 10 afl.
- 1983 Bay City Blues – als Bird – 8 afl.

### Computerspellen
- 2010 Red Dead Redemption – als lokale populatie
- 2007 Uncharted: Drake's Fortune – als huurling
- 2006 Bully – als mr. Castillo
- 2006 Just Cause – als stem
- 2006 Grand Theft Auto: Vice City Stories – als commerciële stem
- 2005 Socom U.S. Navy Seals: Fireteam Bravo – als stem
- 2005 Predator: Concrete Jungle – als stem
- 2005 Area-51 – als Ramirez